# Voyria tenella
Voyria tenella ist eine blattgrünlose, parasitisch an Pilzen lebende Pflanzenart in der Familie der Enziangewächse (Gentianaceae). Sie kommt auf Karibischen Inseln und in Zentral- bis Südamerika vor.

## Beschreibung

### Vegetative Merkmale
Voyria tenella ist eine einjährige, krautige Pflanze, die Wuchshöhen von bis zu 20 Zentimetern erreicht. Sie wächst in dichten Büscheln. Sie betreibt keine Photosynthese, sondern lebt parasitisch von Pilzen und ist zu ihrer Ernährung vollständig von diesen abhängig. Das Leitbündelsystem besteht aus nur vier isolierten, konzentrisch stehenden Leitbündeln mit Innenxylem.
Die weißen bis cremefarbenen Stängel sind einfach, die wenigen Internodien bis zu 5 Zentimeter lang. Die knollenartigen, leicht fleischigen Wurzeln bilden dichte, morgensternförmige Klumpen. Sie sind weiß, schmal verkehrt-eiförmig und verjüngen sich zum äußersten Ende hin. Sie erreichen eine Länge von 1 bis 10 Millimetern, haben einen Durchmesser von 0,4 bis 1 Millimeter und sind dicht mit rund 0,01 Millimeter langen Haaren besetzt.
Die Blätter sind weiß bis gelb, dreieckig bis schmal dreieckig und am Ansatz miteinander verwachsen. Sie sind 2 bis 5 Millimeter lang und 1 bis 1,5 Millimeter breit.

### Generative Merkmale
Voyria tenella blüht ganzjährig, besonders häufig aber im August. Der Blütenstängel ist 10 bis 50 Millimeter lang. Tragblätter fehlen.
Die Blüten sind fünfzählige, schwach duftende und als Knospen nickende, zur Anthese sich aufrichtende Einzelblüten, Der orangefarbene bis gelbe, selten weiße Kelch ist bei einer Länge von 2,5 bis 4 Millimetern röhren- bis glockenförmig. Dabei sind Kelchröhre und Kelchzipfel von gleicher Länge, nämlich 1 bis 2 Millimeter. Die Kelchzipfel sind schmal eiförmig bis schmal dreieckig, 0,3 bis 0,5 Millimeter breit und am äußersten Ende stumpf bis leicht spitz. Kelchschuppen sind deutlich erkennbar.
Die stieltellerförmige Krone ist 9 bis 22 Millimeter lang und bis auf den Ansatz der Kronröhre hinfällig. Die weiße bis orangefarbene Kronröhre erreicht dabei eine Länge von 7 bis 15 Millimetern, ihr schwach geweiteter Schlund ist gelb bis blass-orangefarben. Die Kronlappen sind bei einer Länge von 2 bis 7 Millimetern sowie einer Breite von 0,5 bis 2,5 Millimetern schmal eiförmig bis schmal verkehrt-eiförmig, am äußersten Ende stumpf. Sie sind blau, gelegentlich purpurfarben, selten weiß.
Die Staubblätter setzen 2 bis 3 Millimeter unterhalb des Schlundes an. Die Staubbeutel sind annähernd ungestielt und 0,5 bis 1 Millimeter lang und dorsifix. Die Thekae verjüngen sich zum Ansatz hin, am äußeren Ende sind sie abgerundet bis stumpf. Die Fruchtknoten sind fadenförmig, 3 bis 5 Millimeter lang und 1 bis 2 Millimeter breit, am Ansatz weisen sie zwei keulenförmige gestielte Drüsen auf, der Stiel ist 1 bis 2 Millimeter lang. Der 2 bis 4 Millimeter lange Griffel trägt eine köpfchenförmige Narbe.
Die Kapselfrucht ist bei einer Länge von 4 bis 7 Millimetern sowie einem Durchmesser von 2 bis 4 Millimetern elliptisch bis kugelig. Die fadenförmigen Samen sind 0,035 bis 0,06 Millimeter breit und 0,55 bis 0,78 Millimeter lang, davon stellen nur 0,14 bis 0,19 Millimeter den eigentlichen Samenkörper dar. Die Samenschale ist mehr oder weniger genetzt. Der Embryo besteht aus nur drei oder vier Zellen.
Die Chromosomengrundzahl beträgt n = 18.

## Lebenszyklus
Die Art ist einjährig, der gesamte Lebenszyklus der Pflanzen wird innerhalb von nur zwei Monaten abgeschlossen. Der Keimling ist ein nur 2 Millimeter langes Wurzelstück, aus dem sich das morgensternförmige Wurzelsystem bildet, erst danach durchbrechen die Sprossachsen die Erdoberfläche. Die Blüten, die aus den drei bis vier häufig nicht gleichzeitig blühenden Sprossachsen hervorgehen, halten nur wenige Tage, sie werden hauptsächlich von Fliegen (Brachycera) besucht, Selbstbestäubung kann aber nicht ausgeschlossen werden. Die Kapselfrüchte werden innerhalb von vier bis fünf Tagen reif und reißen dann von unten her auf, die Samenanlagen mit den anhaftenden Samen werden dadurch nach außen gekehrt. Gelegentlich bilden sich sekundär weitere Wurzelsterne, sie stellen aber keine Überdauerungsstadien dar.
Lange wurde aufgrund der Gestalt der Samen angenommen, dass diese durch den Wind ausgebreitet würden. Spätere Untersuchungen wiesen jedoch darauf hin, dass die Habitate von Voyria tenella windstill seien und möglicherweise eher Selbstausstreuung durch das Umkippen der vertrockneten Blütenstängel in Frage käme. Noch stärker allerdings sind Hinweise auf die Verbreitung durch Ameisen, durch Beobachtungen konnte eine zumindest fakultative Myrmekochorie nachgewiesen werden.

## Verbreitung
Voyria tenella ist neotropisch verbreitet und findet sich auf den Karibischen Inseln Hispaniola, Montserrat, Guadeloupe, St. Vincent und in Zentralamerika von Mexiko bis Panama und in Südamerika in Trinidad, Kolumbien, Venezuela, Surinam, Guyana, Ecuador, Peru, Brasilien sowie Bolivien. Sie gedeiht in Höhenlagen von 0 bis 1400, selten 1700 Metern in Wäldern, häufig flachwurzelnd in Laubhumus, gelegentlich auf vermodernden Baumstämmen.

## Taxonomie
Die Erstbeschreibung erfolgte 1829 durch William Jackson Hooker unter dem Namen Vohiria tenella. Diese Erstbeschreibung erfolgte auf der Grundlage von Pflanzen, die der Theologe und Naturforscher Lansdown Guilding auf der Insel St. Vincent gesammelt hatte. Hooker hat den Namen aus einem Manuskript von Guilding entnommen. Auf der Abbildung, die der Erstbeschreibung beigefügt ist, findet sich allerdings der Name Voyria tenera. Das Artepitheton tenella verweist auf das zarte Erscheinungsbild der Pflanze.

## Nachweise
1. 1 2 3  
Stephan Imhof, Hans Christian Weber, Luis Diego Gómez: Ein Beitrag zur Biologie von Voyria tenella Hook. und Voyria truncata (Standley) Standley & Steyermark (Gentianaceae). In: Beiträge zur Biologie der Pflanzen, 68, 1994, S. 113–123.
2. 1 2 3 4 5 6 7 8  
P. J. M. Maas, P. Ruyters: Voyria and Voyriella (Gentianaceae), Flora Neotropica, Monogr. 41, 1986, S. 73–77.
3. ↑  
Hooker W. J. 1829 („1830“): Voyria tenella. Bot. Misc. 1, S. 47, Tab. XXV B. – Online – Abbildung
4. ↑  
Helmut Genaust: Etymologisches Wörterbuch der botanischen Pflanzennamen. 3., vollständig überarbeitete und erweiterte Auflage. Birkhäuser, Basel/Boston/Berlin 1996, ISBN 3-7643-2390-6 (Nachdruck ISBN 3-937872-16-7).